# Mark Foster (pływak)
Mark Andrew Foster (ur. 12 maja 1970 w Billericay) – brytyjski pływak specjalizujący się w sprintach w stylu dowolnym oraz stylu motylkowym, medalista mistrzostw Świata i Europy, rekordzista Świata na krótkim basenie.
W 2008 r. został wybrany chorążym reprezentacji Wielkiej Brytanii na Igrzyskach Olimpijskich w Pekinie.
W listopadzie 2017 roku dokonał coming outu jako gej.